# Jaroslav Marvan
Jaroslav Marvan, född 11 december 1901 i Prag, Böhmen, Österrike-Ungern, död 21 maj 1974 i Prag, Tjeckoslovakien, var en tjeckisk skådespelare.
Marvan medverkade frekvent i komikern Vlasta Burians filmer på 1930-talet och 1940-talet. Han var även engagerad vid Vlasta Burian-teatern under åren 1926-1943. Senare var han anställd vid Prags kommunala teatrar 1950-1954 och från 1954 fram till 1972 vid Nationalteatern.

## Filmografi, urval
- 1932 – Skolans rackarunge
- 1938 – Ducháček to zařídí
- 1941 – Nattfjärilen
- 1946 – Att leva är underbart
- 1949 – Den stumma barrikaden
- 1952 – Haseks berättelser från den gamla monarkin
- 1958 – Poslušně hlásím
- 1968 – Šíleně smutná princezna
- 1971 – Flickan och floden
- 1971 – Mord på hotell Excelsior